# Tomasz Moskal
Tomasz Moskal (ur. 8 lipca 1975 we Wrocławiu) – polski piłkarz, napastnik.

## Kariera piłkarska
Wychowanek Pafawagu Wrocław. Wystąpił w kilku spotkaniach w reprezentacji U-21. W Ekstraklasie rozegrał 213 spotkań, strzelając 35 goli. W sezonie 2006/07 miał pewne miejsce w składzie Górnika Zabrze, strzelił 5 goli i zaliczył 4 asysty. W sezonie 2007/08 zagrał w większości meczów swojej drużyny, ale tylko w jednym od pierwszej minuty. Nie strzelił gola.
13 maja 2009 roku został zatrzymany przez policję w sprawie afery korupcyjnej w polskim futbolu.

## Sukcesy

### Polonia Warszawa
- Mistrzostwo Polski (1): 1999/00
- Puchar ligi (1): 2000